# Гассиев, Знаур Николаевич
Зна́ур Никола́евич Га́ссиев (осет. Га́сситы Никъа́лайы фырт Зна́уыр; 17 марта 1925, Цхинвал, Юго-Осетинская автономная область, ССР Грузия — 6 марта 2016, Бузала, Дзауский район, Южная Осетия) — южно-осетинский политический и общественный деятель, председатель Парламента Республики Южная Осетия (2004—2009).

## Биография
Детство провел в Москве. В 1935 году семья переезжает в Цхинвал, где он продолжил школьное образование и окончил Цхинвальскую городскую школу № 2 в 1942 году. В том же году поступил на физико-математический факультет Цхинвальского педагогического института.
В 1942—1944 годах проходил службу в истребительном батальоне по защите Главного Кавказского хребта. После Великой Отечественной войны продолжил учёбу и закончил его в 1947 году.
После завершения учебы работал в школах города Цхинвала учителем математики, завучем. В 1951 году переехал в г. Тбилиси, где в течение четырех лет работал в школах города.
В 1955 году с отличием окончил горный факультет Тбилисского политехнического института. В 1965 году — Высшую партийную школу при ЦК КПСС.
С 1955 по 1959 год работал в Квайсинском рудоуправлении, где последовательно прошел все служебные ступени — мастер, начальник участка, главный механик, начальник рудника, заместитель начальника рудоуправление.
В 1959—1963 годах — инструктор, а затем — заведующий промышленно-транспортного отделом Юго-Осетинского обкома КП Грузии. Затем назначается первым секретарем Цхинвальского городского комитета КП Грузии.
С 1965 по 1972 год — заместитель председателя Юго-Осетинского облисполкома.
С 1972 по 1977 год возглавлял плановый комитет Юго-Осетинского облисполкома.
В 1977 году был назначен генеральным директором областного автотранспортного предприятия, затем — до апреля 1991 года возглавлял управление мелиорации Юго-Осетинского облисполкома.
С апреля по 26 августа 1991 года — первый секретарь Юго-Осетинского обкома Компартии Грузии.
С сентября 1991 по январь 1992 года — и.о. председателя Верховного Совета республики в связи с арестом и содержанием под стражей в Тбилиси председателя Верховного Совета Южной Осетии Тореза Кулумбегова.
Депутатские полномочия сложил в 1996 году в связи с несогласием с президентской формой правления. С избранием президентом Республики Южная Осетия Эдуарда Кокойты с 2001 по 2004 год возглавлял администрацию президента.
С 2004 по 2009 год — председатель Парламента Республики Южная Осетия.
В парламентских выборах 2009 года не участвовал и отошёл от политической жизни. В должности председателя парламента его сменил Станислав Кочиев.

## Награды и звания
- Орден «Уацамонга» (16 марта 2015 года, Южная Осетия) — за выдающийся вклад в становление государственности Республики Южная Осетия, особые заслуги перед Отечеством и в связи с 90-летием со дня рождения[3].
- Орден Дружбы (17 марта 2013 года, Южная Осетия) — за большой личный вклад в дело становления и укрепления государственности Республики Южная Осетия и активную многолетнюю общественно-политическую деятельность[4].
- Орден Дружбы (30 октября 2006 года) — за большой вклад в укрепление дружбы и сотрудничества между народами[5].
- Награждён орденом «Знак Почёта».